# 恋愛裁判 (映画)
『恋愛裁判』（れんあいさいばん）は、2026年1月23日に公開予定の日本映画。企画・脚本・監督は深田晃司、共同脚本を三谷伸太朗が担う。主演は齊藤京子。
アイドルグループの人気メンバー・山岡真衣が契約書記載の「恋愛禁止条項」に反する行動を取ったとして、所属事務所から訴えられて裁判になる様子が描かれる。   
2025年5月に開催された第78回カンヌ国際映画祭のカンヌ・プレミア部門に正式出品された。

## キャスト

### 主要人物
山岡真衣
演 - 齊藤京子
アイドルグループ「ハッピー☆ファンファーレ」でセンターを務める人気メンバー。
契約書で禁止されているにもかかわらず、敬と恋愛関係になったとして、所属事務所から訴えられる。
間山敬
演 - 倉悠貴
真衣の中学時代の同級生。偶然再会した真衣と意気投合して恋に落ちる。
矢吹早耶
演 - 唐田えりか
真衣が所属する事務所のチーフマネージャー。
吉田光一
演 - 津田健次郎
事務所の社長。早耶とともに裁判で真衣を追及する。

## スタッフ
- 監督・脚本・企画 - 深田晃司
- 共同脚本 - 三谷伸太朗
- 配給 - 東宝[2]